# Wojciech Puścion
Wojciech Piotr Puścion (ur. 21 sierpnia 1965 w Olsztynie) – polski koszykarz występujący na pozycji środkowego, reprezentant kraju, multimedalista mistrzostw Polski, po zakończeniu kariery zawodniczej – trener koszykarski.
Wychowanek MKS Kwidzyn.
W kadrze Polski zadebiutował 1 grudnia 1988 w Moskwie podczas eliminacji do mistrzostw Europy w konfrontacji z kadrą ZSRR.
W sezonie 1996/1997 był kapitanem Trefla Sopot.

## Osiągnięcia
Klubowe
- Mistrz Polski (1986)
- Wicemistrz Polski (1993, 1994)
- Brązowy medalista mistrzostw Polski:
  - 1989
  - kadetów (1982)
- Finalista pucharu Polski (1989, 1996)
- Awans do:
  - I ligi/PLK (1991, 1995, 1997)
  - II ligi (1983)[1]
- Uczestnik rozgrywek pucharu:
  - Europy Mistrzów Krajowych (1985–1987 – I runda)[3]
  - Koracia (1991/1992 – I runda)
  - Saporty (1993/1994  – III runda – TOP 22)

Reprezentacja
- Uczestnik:
  - eliminacji do mistrzostw Europy (1988)
  - mistrzostw Europy U–18 (1984 – 11. miejsce)[4]